# 圭峰宗密
圭峰宗密（けいほう しゅうみつ）は、中国の唐代の禅僧。中国華厳宗の第五祖とされる。諡は定慧禅師。俗姓は何、名は炯。果州西充県の出身。
当時の仏教界において、禅宗の一派である荷沢宗と華厳宗とを中心として、諸種雑多な仏教思想と実践行とを統一する「教禅一致」の特異な教説を説いた。また、その著『原人論』では、儒教や道教も仏教のもとに統合しようとする「三教融合」の試みもはかられている。
最初は儒教を学んだのだが、その後、仏教に転向し、25歳の時に出家して道円に師事した。後に、『円覚経』及び杜順撰『法界観門』に出会い、自身の立つ立場を確固たるものとした。
29歳で具足戒を受け、元和3年（808年）になって師の指示によって、師の師である南印に師事し、その後洛陽に入り、南印の弟子である報国寺の神照に禅を学んだ。さらに、元和6年（811年）に澄観に師事し、華厳を究めた。そのため、宗密は華厳宗第5祖とされる。以後、著作または講筵によって名声を確立した。
長慶元年（821年）以後、終南山の草堂寺に住して、『円覚経大疏鈔』等の撰述に没入した。
大和2年（828年）、文宗の召致により、長安に入内し、紫衣を賜った。その後、裴休と交流が生まれ、彼の質問に返答するという形式によって、『裴休拾遺問』を著した。
宗密の思想は、当時の仏教界を席巻していた馬祖禅に対する強烈な対抗意識によって貫かれている。しかし、洪州宗の絶大な力の前には屈するしかなかった。その思想が注目されるのは、五代の法眼宗の禅僧永明延寿が提唱した教禅一致思想、更には三教一致思想が大きな潮流となる後世のことである。
代表的な著作として『禅源諸詮集都序』等がある。
会昌元年（841年）正月、草堂寺で没した。裴休に「圭峰禅師碑銘并序」がある。

## 伝記
- 『宋高僧伝』巻6「義解篇」第2-3　「唐圭峰草堂寺宗密伝」